# Lafayette County Courthouse (Missouri)
Das Lafayette County Courthouse in Lexington ist das Gerichts- und Verwaltungsgebäude des Lafayette County im mittleren Nordwesten des US-amerikanischen Bundesstaates Missouri.

## Geschichte

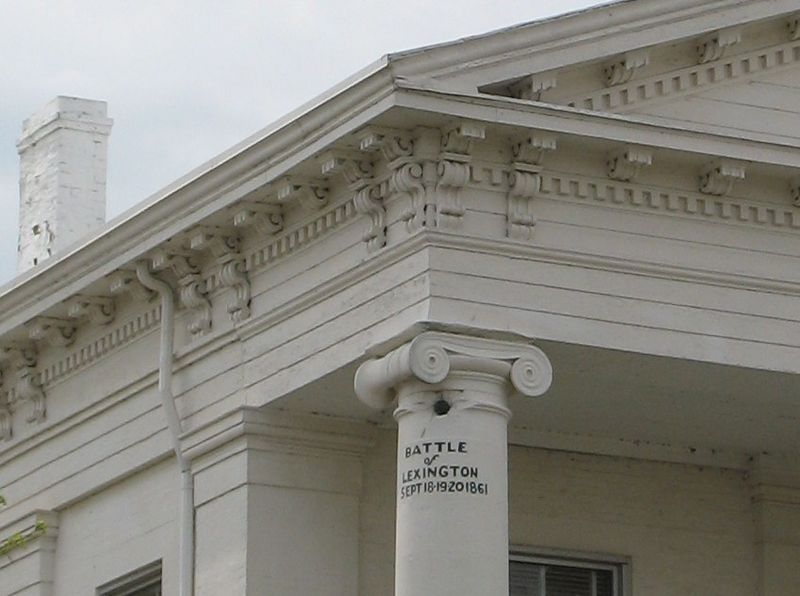
Kanonenkugeleinschlag aus dem Bürgerkrieg

Das Courthouse wurde 1847 unter dem Architekten William Daugherty im neoklassizistischen Stil errichtet und ist heute das älteste ununterbrochen genutzte Gerichtsgebäude westlich des Mississippi.
Es ist auch dafür bekannt, dass noch heute eine Kanonenkugel der Konföderierten  in einer der Säulen zu besichtigen ist, die im Amerikanischen Bürgerkrieg während der Ersten Schlacht von Lexington dort einschlug.
Das Lafayette County Courthouse ist seit 1970 unter der Nummer 70000339 im National Register of Historic Places (NRHP) gelistet.